# Бойд (Міннесота)
Бойд (англ. Boyd) — місто (англ. city) в США, в окрузі Лак-кі-Парл штату Міннесота. Населення — 141 особа (2020).

## Географія
Бойд розташований за координатами 44°51′4″ пн. ш. 95°54′4″ зх. д. / 44.85111° пн. ш. 95.90111° зх. д. (44.851174, -95.901101).  За даними Бюро перепису населення США в 2010 році місто мало площу 1,34 км², уся площа — суходіл.

## Демографія
Згідно з переписом 2010 року, у місті мешкало 175 осіб у 88 домогосподарствах у складі 43 родин. Густота населення становила 130 осіб/км².  Було 114 помешкання (85/км²).
Расовий склад населення:
| - 94,9 % — білих - 0,6 % — азіатів - 4,6 % — осіб інших рас |

До двох чи більше рас належало 0,0 %. Частка іспаномовних становила 4,6 % від усіх жителів.
За віковим діапазоном населення розподілялося таким чином: 17,7 % — особи молодші 18 років, 61,7 % — особи у віці 18—64 років, 20,6 % — особи у віці 65 років та старші. Медіана віку мешканця становила 49,2 року. На 100 осіб жіночої статі у місті припадало 127,3 чоловіків;  на 100 жінок у віці від 18 років та старших — 125,0 чоловіків також старших 18 років.
Середній дохід на одне домашнє господарство  становив 37 780 доларів США (медіана — 30 000), а середній дохід на одну сім'ю — 51 514 долари (медіана — 43 750). Медіана доходів становила 27 500 доларів для чоловіків та 36 250 доларів для жінок. За межею бідності перебувало 16,5 % осіб, у тому числі 30,8 % дітей у віці до 18 років та 12,1 % осіб у віці 65 років та старших.
Цивільне працевлаштоване населення становило 57 осіб. Основні галузі зайнятості: транспорт — 24,6 %, виробництво — 22,8 %, освіта, охорона здоров'я та соціальна допомога — 12,3 %, роздрібна торгівля — 10,5 %.